# Emmanuel Étien
Pas d'image ? Cliquez ici

a Compétitions nationales et continentales officielles uniquement.

b Matchs officiels uniquement.
Dernière mise à jour le 27 octobre 2024.
Emmanuel Étien, né le 14 mars 1981 à Vichy (Allier), est un joueur français de rugby à XV et international français de rugby à sept qui évolue au poste de troisième ligne aile (1,87 m pour 95 kg).
Après un début de carrière à l'ASM Clermont jusqu'en 2009, il rejoint l'US Montauban durant une saison puis l'US Carcassonne jusqu'en 2017. Il rejoint ensuite le SC Mazamet puis entame une carrière d'entraîneur en 2020 avec l'US Quillan.

## Biographie
Emmanuel Étien naît à Vichy dans le département de l'Allier en France. À cinq ans, il fait ses débuts dans le rugby à XV au Rugby Club lapalissois en compagnie de Sébastien Morel. Au collège, il intègre un sport-étude avec son frère puis continue dans cette voie à Issoire dans le Puy-de-Dôme où il rejoint Sébastien Morel.
En 2001, il rejoint l'AS Montferrand puis intègre le centre de formation du club. Il fait ses débuts en équipe première dès le mois de novembre en Coupe de la Ligue. C'est à partir de la saison 2004-2005 qu'il gagne en temps de jeu à un poste de troisième ligne aile très concurrentiel dans le club auvergnat.
En mars 2009, il est sélectionné avec le XV du président, sélection de joueurs étrangers évoluant en France coachée par Vern Cotter, pour jouer un match amical contre les Barbarians français au Stade Ernest-Wallon à Toulouse. Il est le seul français de la sélection. Le XV du président l'emporte 33 à 26. 
À l'issue de la saison 2008-2009, il quitte l'ASM Clermont et rejoint l'US Montauban en Pro D2.
Après seulement une saison, il quitte l'US Montauban et rejoint l'US Carcassonne.
Après six saisons où il est capitaine de l'US Carcassonne, il rejoint le SC Mazamet en Fédérale 2 en 2017.
Après avoir terminé sa carrière de joueur, il devient entraîneur du SC Mazamet puis de l'US Quillan en 2020,.

## Palmarès

### En club
- Finaliste du Championnat de France en 2007, 2008 et 2009 avec l'ASM Clermont Auvergne.

### En équipe nationale
- Équipe de France -19 ans
- Équipe de France Universitaire : 2 sélections en 2006 (Espagne, Angleterre U)[8]
- Équipe de France de rugby à sept en 2007 (participation aux tournois de Dubaï et George)[8]

### Distinction personnelle
- Oscar Barbarians en avril 2017[8].